# Brenntag
«Brenntag SE» - холдингова компанія для Brenntag Group. Компанія була заснована в 1874 році в Берліні і спеціалізується на дистрибуції хімічних речовин та інгредієнтів. Штаб-квартира компанії знаходиться в Ессені, Німеччина, і має більш ніж 600 представництв у 72 країнах світу.
У 1874 році Філіп Мюсам (Philipp Mühsam) заснував у Берліні компанію з оптового продажу яєць, яка згодом отримала назву Brenntag. У той час компанія також займалася дистрибуцією ліків. У 1912 році Brenntag почав займатися дистрибуцією хімікатів.

## Ділова активність
У 2022 році дохід компанії склав 19,4 мільярда євро, в ній працювало понад 17 500 осіб. Brenntag має близько 600 об'єктів у 72 країнах світу.

### Структура компанії
Правління:
- Крістіан Кольпайнер (Christian Kohlpaintner)(генеральний директор)
- Крістін Нойманн
- Еваут ван Ярваарде
- Міхаель Фріде

Наглядова рада
- Ріхард Рідінгер (голова)

### Структура акціонерів
Згідно з визначенням Deutsche Börse, 100% акцій Brenntag знаходяться у вільному обігу. Станом на 2022 р. найбільшими акціонерами є BlackRock (мають >5% акцій), Capital Group Companies (>3%), Flossbach von Storch AG (>3%), Wellington Management Company (>3%), GIC Private Limited (>3%), Burgundy Asset Management (>3%), EuroPacific Growth Fund (>3%), Kühne Holding AG (>3%).